# Marton László Távolodó
Marton László Távolodó (Budapest, 1956. február 14. –) magyar újságíró, könnyűzenei szakíró. A Petőfi Rádió Passzport című műsorának szerkesztő-műsorvezetője, a Médiatudományi Szakközépiskola tanára.

## Életpályája
1978–1984 között a Bessenyei György Tanárképző Főiskola magyar-történelem szakán tanult. 1990–2006 között a Magyar Narancs illetve a MaNcs zenei szerkesztője volt. 2000-től a Sziget Fesztivál Világzenei Nagyszínpadának a művészeti vezetője. 2005–2009 között a Müpa világzenei tanácsadója volt. 2006-tól a Nemzeti Kulturális Alap Zenei Kuratóriumának tagja.
Különféle szépirodalmi műfajokban publikál.

## Családja
Szülei Marton József és Kenesei Ágota. 1990-ben házasságot kötött Nagy Monikával. Két gyermeke van: Bíró Balázs (1982–) és Marton Noémi (1989–).

## Művei

### Zenei
- Krízis-rock (zenei írások, 1990)
- Pécsi szál. Kispál-könyv (1997)
- Érintés. Világzeném (2001)
- Folyamatos múlt (2007)

### Szépirodalmi
- A visszatérés fonala (1993)
- Ezeregy rémes éjszakám legszebb meséi (2003)
- Mindig régen van (2010)
- Az utolsó funky (2011)
- Bakelitszomj (2013)
- Senkiföldje (2016)
- Alulnézet (2019)
- Hallgatás (2022)

### Filmes
- Száműzetések (dokumentumfilm az Új Symposium című folyóiratról, 1996)

## Díjai
- Párhuzamos Kultúráért díj (2005)
- Magyar Arany Érdemkereszt (2006)